# 龍泉寺 (田原市)
龍泉寺（りゅうせんじ）は、愛知県田原市田原町にある浄土真宗大谷派の寺院。山号は清谷山。本尊は阿弥陀如来。

## 由緒
清谷寺龍泉寺は文禄元年（1592年）の創立である。龍泉寺の前身は、今川義元が上宮寺宛に出した、天文23年（1554年）10月11日の寄進状による田原道場であるといわれる。初め田原八幡社前であったが、稗田に移り、更に現在の新町に移った。浄土真宗大谷派に属している。元禄11年までは龍伝寺と称していたが、火災に何度もあっても類焼したことがなかったことにより、寺号を改め龍泉寺としたと伝えられている。
寺内には松尾芭蕉の句碑「すくみ行や馬上に氷る影ほうし」が建っている。これは芭蕉が坪井杜国を訪ねた時のものである。芭蕉は東三河を二度訪れており、この句は一度目の貞享4年（1687年）冬11月に詠んだものである。
また、寺内には田原藩の儒者として、また医師として活躍した鈴木春山の墓がある。

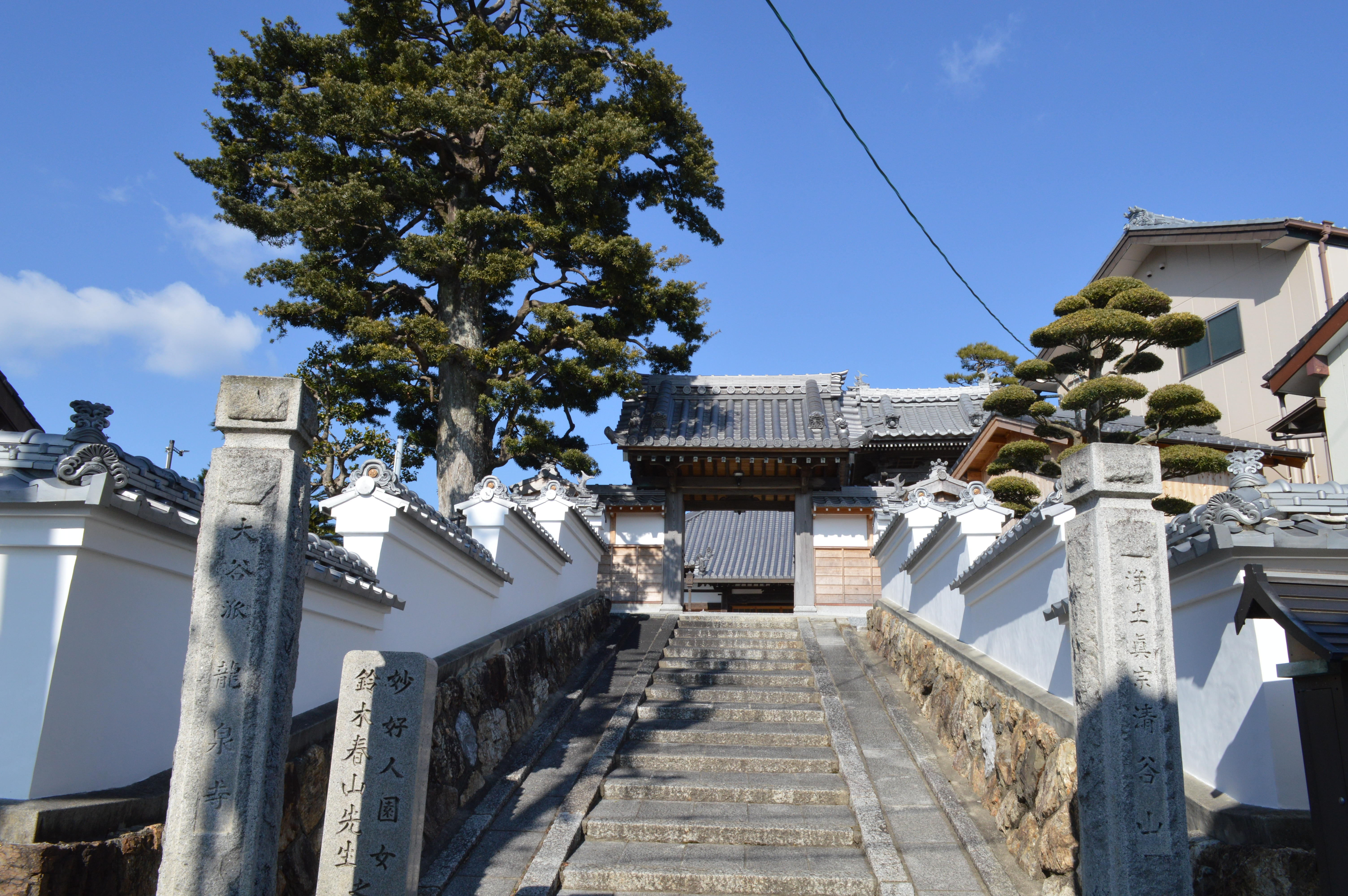
石段と山門
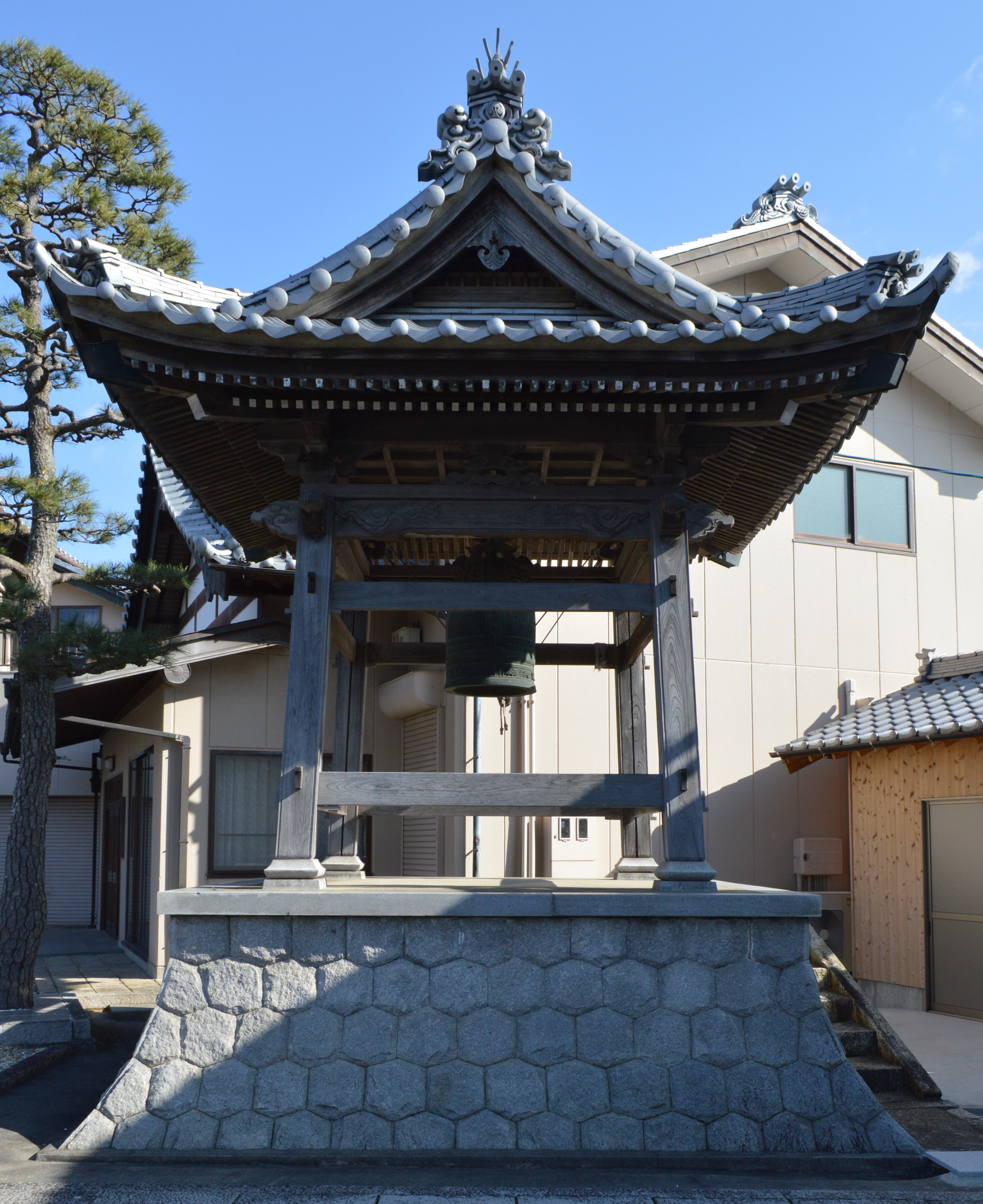
鐘楼
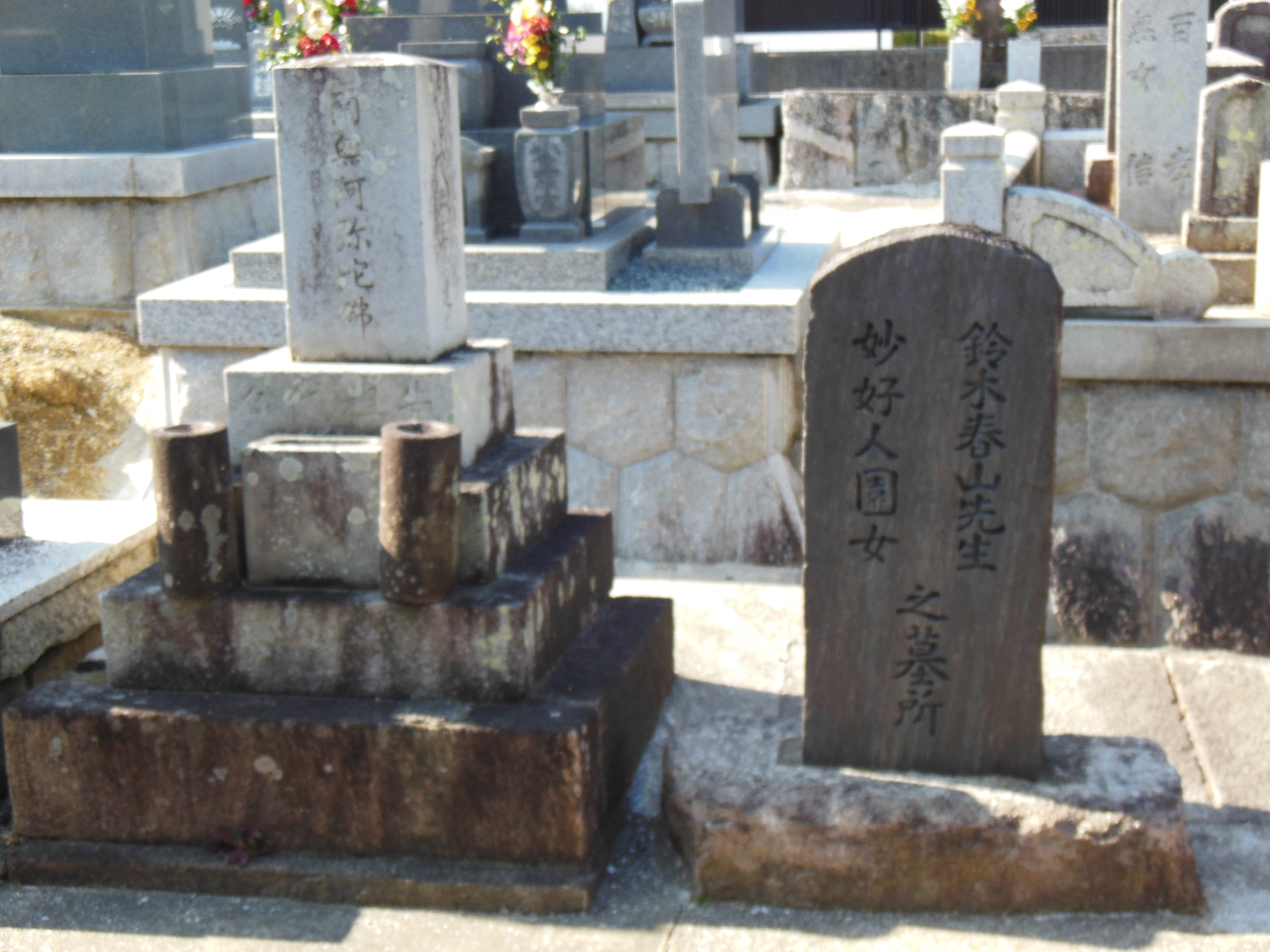
鈴木春山の墓